# 肉豆蔻 (貓)
肉豆蔻（英語：Nutmeg，1985年－2017年8月29日）是英國泰恩-威爾郡的一隻虎斑貓，截至2017年時世界上最長壽的貓之一，當年牠以32歲高齡去世，其年齡相當於人類的144歲。

## 生平
最早肉豆蔻還只是一隻普通的流浪貓，身材消瘦，脖子上還長有膿瘡，1990年，5歲的牠來到莉茲和伊恩·芬利夫婦家中的院子內，而被對方所收養。一直以來，芬利夫婦都把肉豆蔻當作是自己的子女那樣來照顧，給牠餵食鮪魚、奶油、熱烤雞等豐富的食物。
在肉豆蔻的晚年，牠只剩下3顆牙齒。牠在2015年患上了嚴重的中風，幾乎失去性命，但後來還是得以復原。2016年10月，肉豆蔻度過了牠的31歲生日，被認為是當時世界上最長壽的貓。但由於芬利夫婦未能具體出示肉豆蔻的出生證明，而致使無法成功申請金氏世界紀錄的認證；當時金氏世界紀錄上最長壽貓仍保持為26歲的燈芯絨。
2017年8月，肉豆蔻因呼吸困難而被送至紐卡斯爾的獸醫院搶救，牠被診斷出患有心臟衰竭，由於搶救無果，最終只能被迫接受安樂死，享壽32歲。